# Bal de la duchesse de Richmond

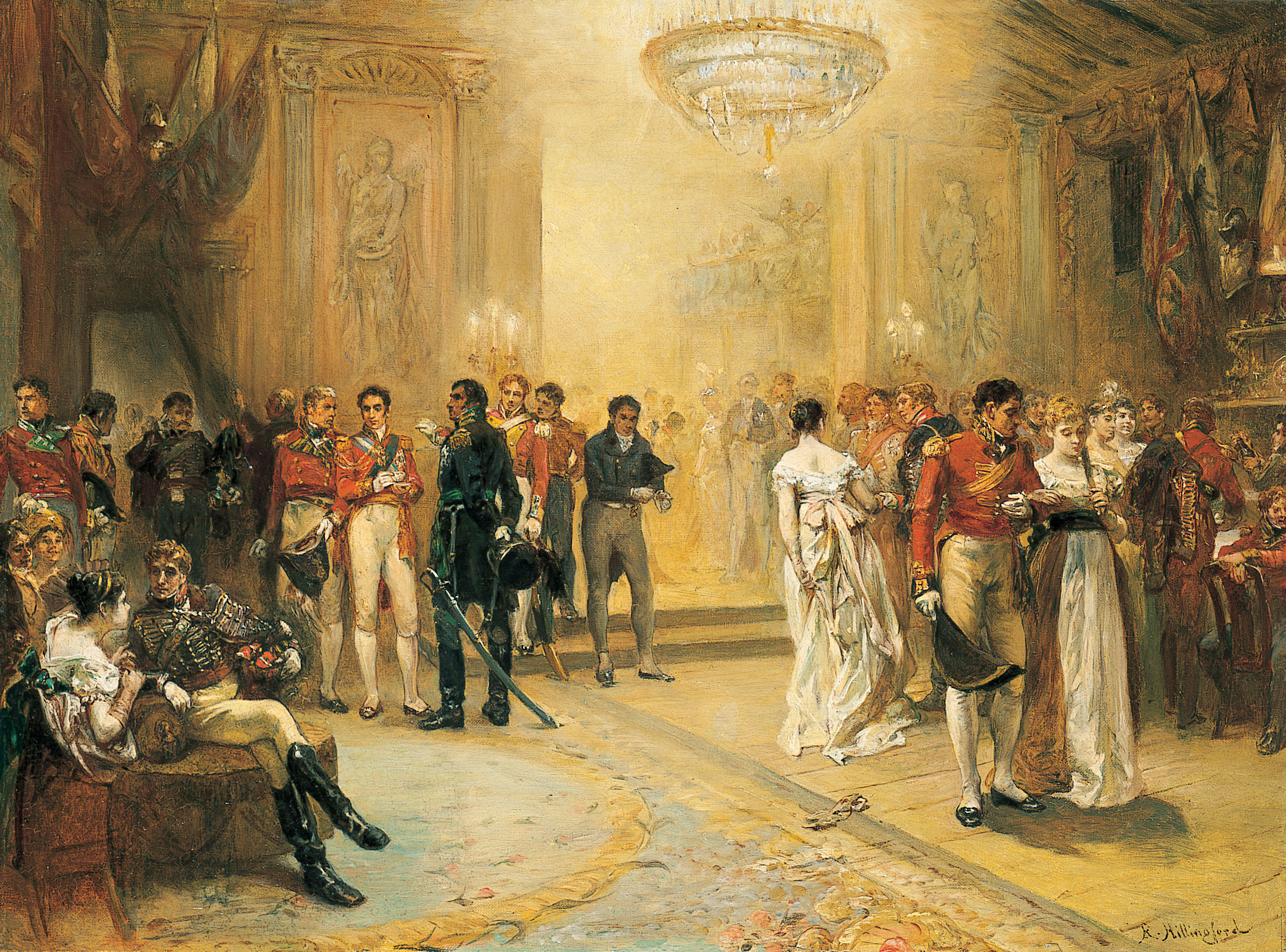
Le bal de la Duchesse de Richmond par R. A. Hillingford (1870).

Le bal de la duchesse de Richmond a été organisé à Bruxelles le 15 juin 1815, la veille de la bataille de Quatre-Bras, par Charlotte Lennox, duchesse de Richmond née lady Charlotte Gordon. Son mari, Charles Lennox (4e duc de Richmond), commandait des troupes de réserve basées à Bruxelles, pour protéger cette ville en cas d’invasion par Napoléon Bonaparte.
Elizabeth Pakenham, comtesse de Longford, le décrit comme « le bal le plus remarquable de l’histoire ». « Le bal était certainement un événement brillant », auquel « à l’exception de trois généraux, tous les officiers supérieurs de l’armée de Wellington étaient présents pour être vus ».

## La salle de bal

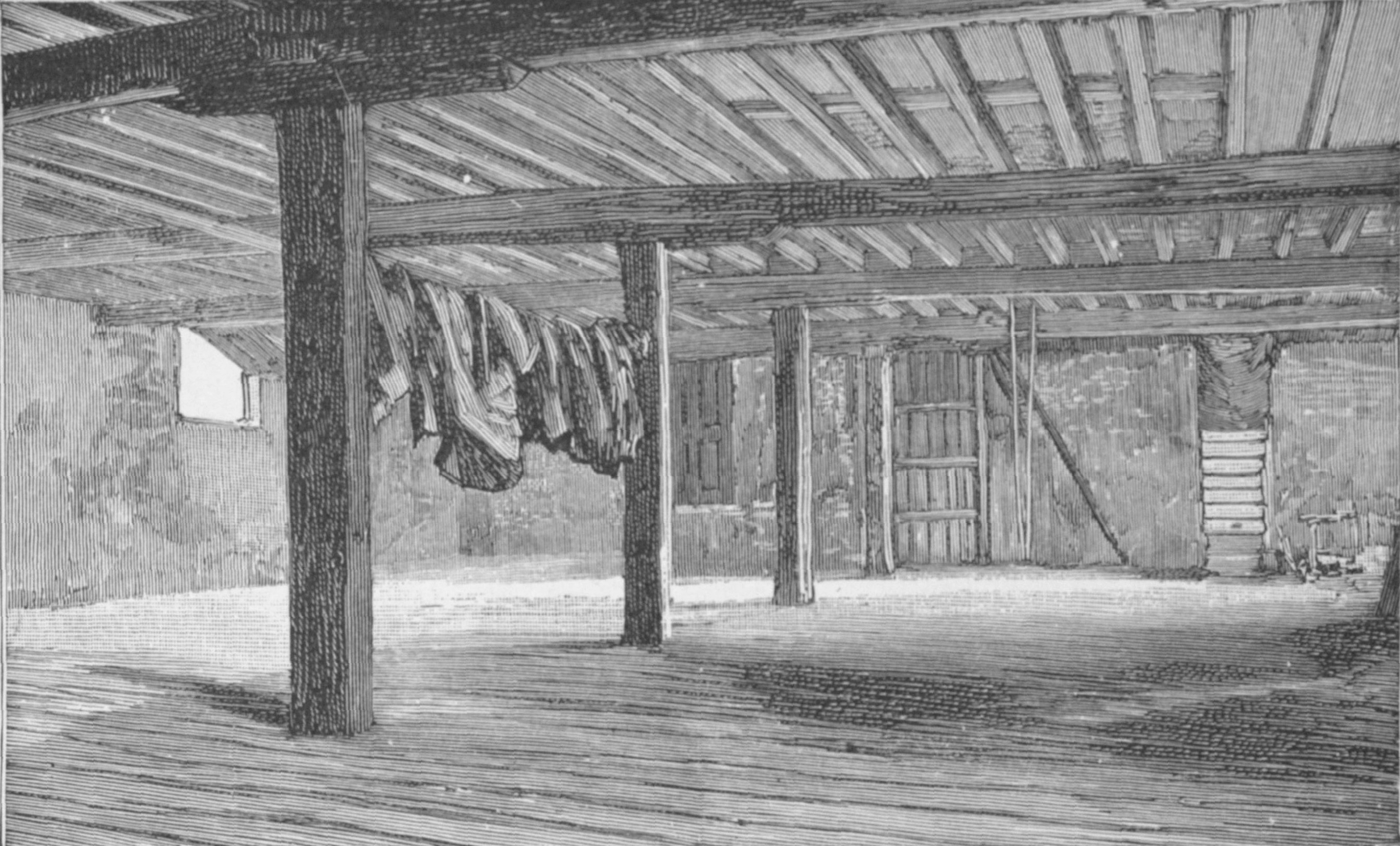
Le garage à carrosse, indiqué par sir William Fraser en 1888 comme le lieu probable du bal.

À l’époque aucune note précise n’a été conservée du lieu où il se tint. Dans une lettre au The Times qui fut publiée le 25 août 1888, sir William Fraser (1826–1898) signalait qu’il avait découvert le lieu vraisemblable. Ce n’était pas dans la propriété principale que le duc de Richmond louait rue des Cendres, mais c’était un garage qui était adossé à ce terrain et avait une entrée propre dans la rue voisine, la rue de la Blanchisserie. La salle avait des dimensions de 36 m de long, 16,5 m de large et environ 4 m de haut (Ce bas plafond est un fait qui se heurte à la mémoire de lord Byron dont selon laquelle « le hall était haut de plafond »),. 50° 51′ 13″ N, 4° 21′ 33″ E

## Liste des invités
Une invitation fut envoyée aux deux cent quinze personnes dont le nom suit :
- S.A.R le prince d’Orange
- S.A.R Frédéric d'Orange-Nassau

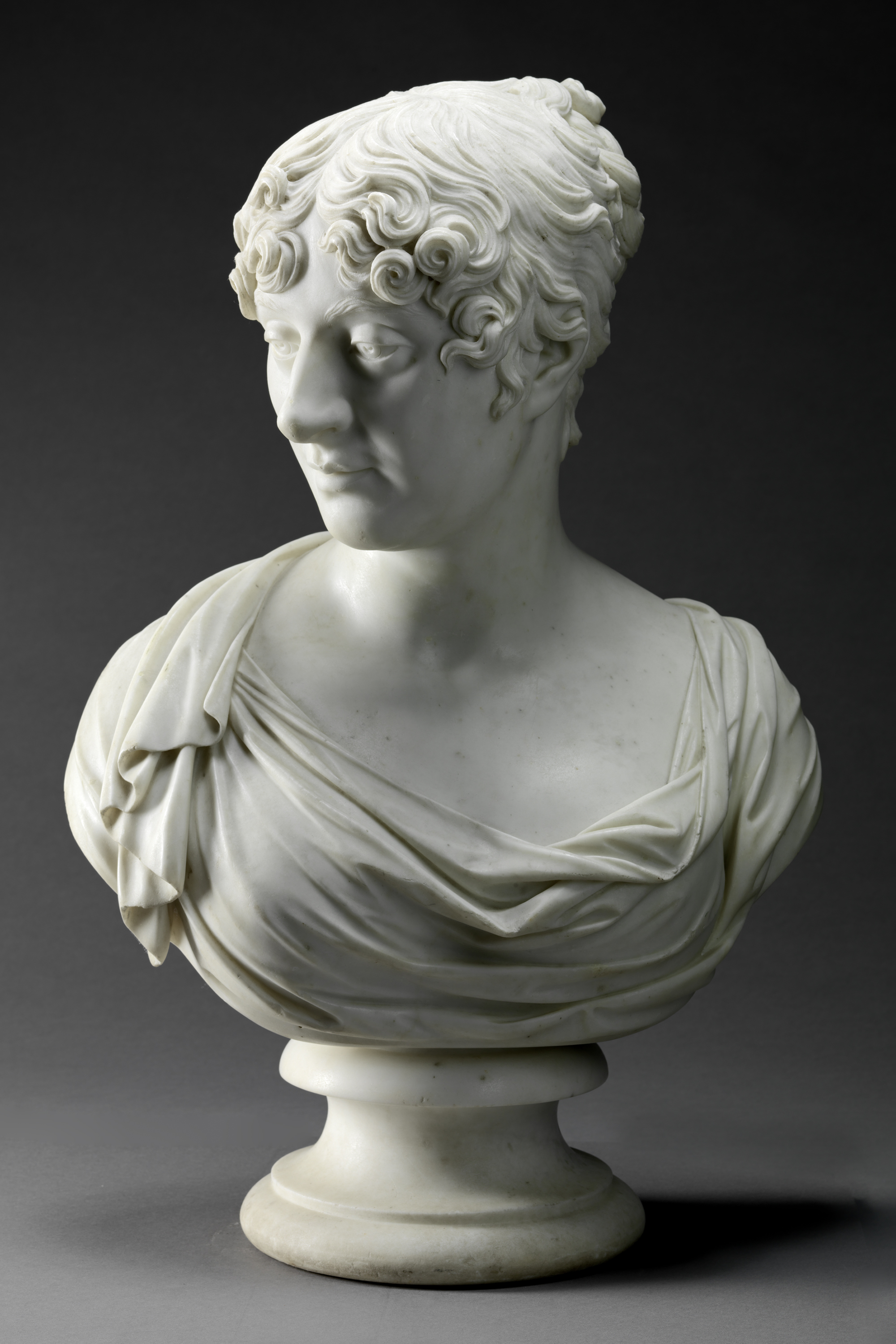
Charlotte, Duchesse de Richmond (1768–1842) (Joseph Nollekens, 1812)

- S.A.R. le duc de Brunswick (tué d’une balle aux Quatre-Bras)
- Prince de Nassau
- Duc d’Arenberg
- Prince Auguste d’Arenberg
- Prince Pierre d’Arenberg
- Baron Joseph van der Linden d'Hoogvoorst, bourgmestre de Bruxelles
- Frédéric Auguste Alexandre, duc de Beaufort-Spontin, et sa seconde épouse Marie-Ernestine, fille aînée du Prince von Starhemberg
- Duc et duchesse d’Ursel
- Maximilien-Louis, comte van der Noot, marquis d'Assche et Adelaide d'Yve, Marquise d’Assche[7].
- Comte et comtesse d’Oultremont
- Comtesse douairière d’Oultremont et ses trois filles
- Comte et comtesse de Liedekerke Beaufort
- Comte et comtesse Auguste de Liedekerke
- Comte et comtesse de La Tour du Pin
- Comte et comtesse de Mercy-Argenteau
- Comte et comtesse de Grasiac
- Comtesse de Luiny
- Comtesse de Ruilly
- Baron et baronne Emmanuel d’Hooghvoorst
- Mademoiselle Louise d’Hooghvoorst et Monsieur Charles d’Hooghvoorst
- Monsieur et madame van der Capellan
- Baron de Herelt.
- Baron de Tuybe
- Baron Brockhausen
- Général baron Vincent (Blessé a Waterloo)
- Général Carlo Andrea Pozzo di Borgo
- Prince et Princesse Félix Orsini
- Comte et Comtesse Orsini
- Général Miguel Ricardo de Álava
- Comte de Belgade
- Comte de la Rochefoucauld
- Gén. d'Oudenarde

- Col. Knife(?), A.D.C.
- Col. Ducayler
- major Ronnchenberg, A.D.C.
- Col. Tripp, A.D.C.

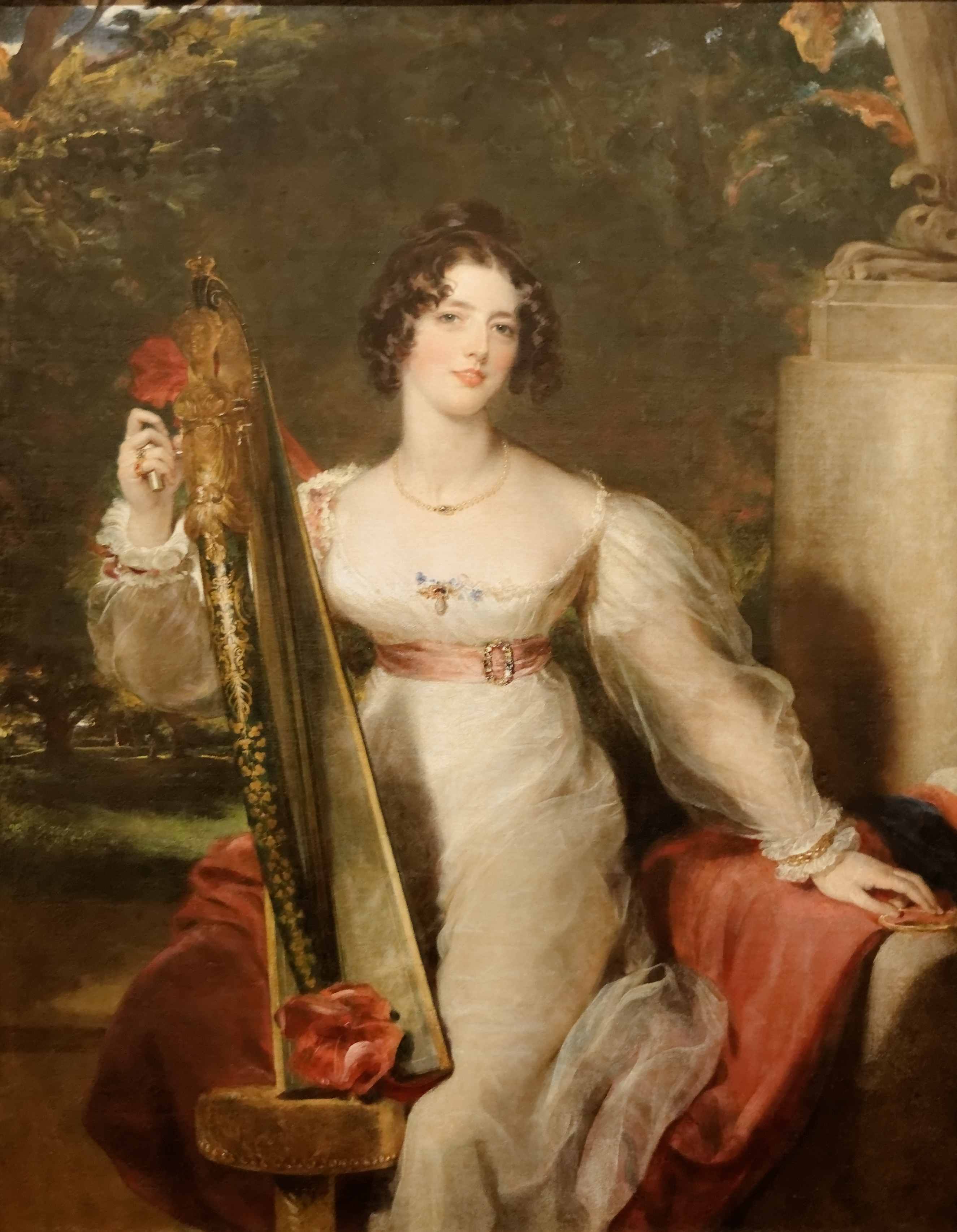
Portrait de Lady Elizabeth Conyngham, Thomas Lawrence (1824)

- Capt. De Lubeck, A.D.C. de S.A.R. le duc de Brunswick
- Henry Conyngham, 1er marquis de Conyngham et Elizabeth Conyngham, marquise Conyngham et lady Elizabeth Conyngham[8].
- vicomte Mount-Charles et Francis Conyngham, 2e marquis Conyngham (Ultérieurement 2e marquise de Conyngham)
- comtesse Mount-Norris et lady Julianna Annesley
- Elizabeth Waldegrave, comtesse de Waldegrave
- duc de Wellington
- lord FitzRoy Somerset, 1er baron Raglan et lady Fitzroy Somerset (Aucun n’était présent; lord Fitzroy perdit le bras à Waterloo)
- lord et lady John Somerset
- Mr. et lady Frances Webster
- Mr et lady Caroline Capel et mademoiselle Capel
- lord et lady George Seymour et mademoiselle Seymour
- Mr. et Lady Charlotte Greville
- vicomtesse Hawarden

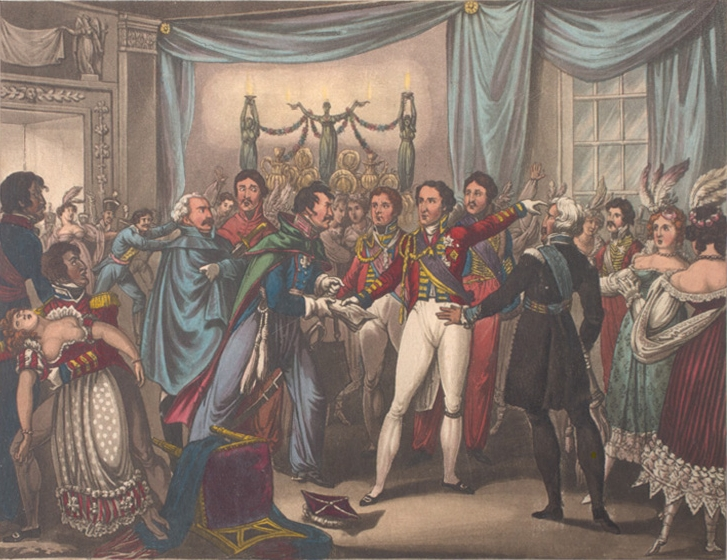
Un officier prussien informe Wellington de l'arrivée des troupes françaises à Charleroi. (Allégorie de William Heath, 1816)

- sir Henry Clinton et lady Susan Clinton (Il était Lt.-Gén. et G.C.B. et commandait la 2e division)
- lady Alvanley et mademoiselle Ardens[9].
- sir James, Lady et mademoiselle Craufurd
- sir George Berkeley K.C.B[10], and lady Berkeley
- lady et mademoiselle Sutton[11].
- sir William Sidney Smith et mademoiselle Smith, et mademoiselle Rumbolds
- sir William et lady Johnstone
- sir William Howe DeLancey et lady Delancey (invités mais déclinèrent[12].)
- Lady Pole (devint lady Maryborough)
- M. Mme, et mademoiselle Lance, et M. Lance Jr.
- M. et mademoiselle Ords
- M. et Mme. Greathed
- M. et Mme. Lloyd
- baron Charles Stuart de Rothesay, G.C.B. (Ministre à Bruxelles) et M. Stuart
- Henry Paget, 1er marquis d’Anglesey, comte d’Uxbridge (commandait la cavalerie; perdit une jambe à Waterloo)
- John Dawson, 2e comte de Portarlington
- Charles Gordon-Lennox, 5e duc de Richmond, comte de March et aide-de-camp du prince d’Orange
- Gén. lord Edward Somerset (commandait la brigade logistique de cavalerie, blessé à Waterloo)
- lord Charles FitzRoy
- lord Robert William Manners
- Lt-Gén. lord Rowland Hill, 1er vicomte Hill (commandant le 2e corps)
- John Thellusson, 2e baron Rendlesham
- lord James Hay, A.D.C. (tué aux Quatre Bras)
- Alexander Fraser, 17e lord Saltoun
- Henry Bathurst, 4e comte Bathurst (ultérieurement comte Bathurst)
- Hon. Col. Stanhope (Gardes)
- Hon. Col. Abercromby (Gardes ; blessé)
- Hon. Frederick Cavendish Ponsonby (ultérieurement sir Frederick Ponsonby, K.C.B. ; gravement blessé)
- Hon. Col. Acheson (gardes)
- Hon. Col. Stewart

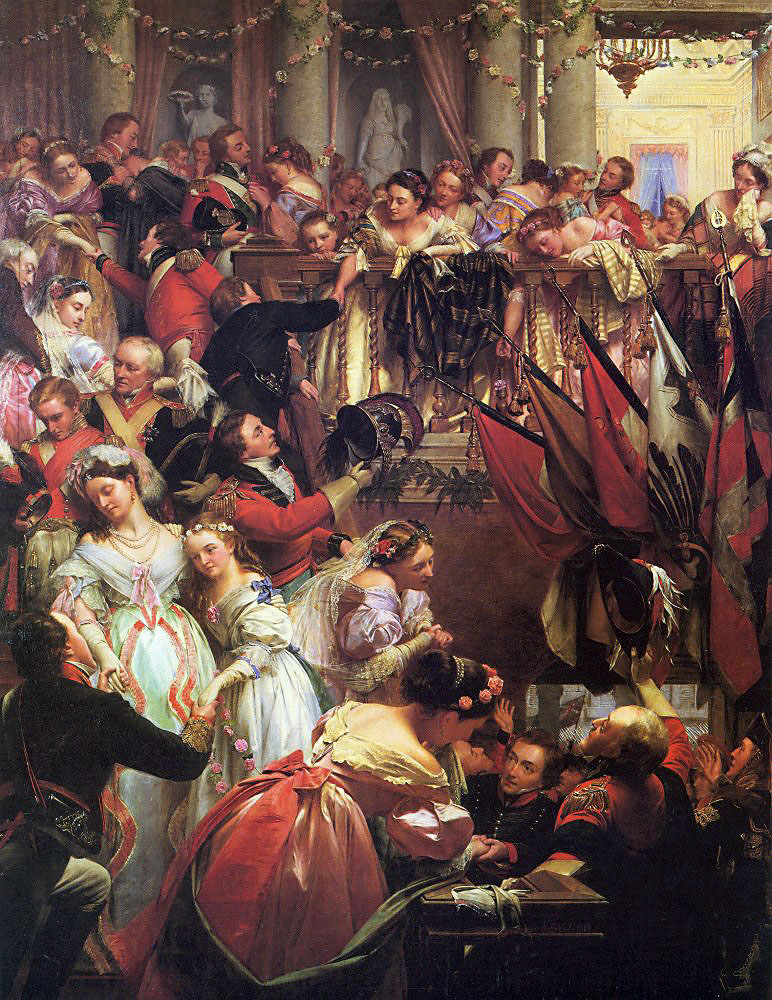
Les adieux des officiers. Allégorie de Henry-Nelson-O'Neil (1868).

- Hon. Mr. O. Bridgeman, aide-de-camp du lord Hill
- Hon. Mr. Percival
- Hon. Mr. Stopford
- Hon. Mr. John Gordon[13].
- Hon. Mr. Edgecombe
- Hon. Mr. Seymour Bathurst, A.D.C. to Gén. Maitland
- Hon. Mr. Forbes
- Hon. Mr. Hastings Forbes
- Hon Major Dawson
- Hon. Mr. Dawson, du 18e Royal Hussards
- Maj.-Gén. Hussey Vivian, 1er baron Vivian (commandait la 6e brigade de cavalerie)
- Mr. Horace Seymour, aide-de-camp. (ultérieurement sir Horace Seymour, K.C.B.)
- Col. Felton Hervey-Bathurst, aide-de-camp. (ultérieurement sir Felton Hervey, Bart)
- Col. Fremantle, aide-de-camp
- lord George Lennox, aide-de-camp
- lord Arthur Hill, 2e baron Sandys, aide-de-camp. (ultérieurement général lord Sandys)
- Hon. major George Percy, 5e duc du Northumberland, aide-de-camp (fils du 1er comte de Beverley. Il remporta trois Aigle de drapeau français et citations militaires.)
- Hon. George Cathcart, aide-de-camp. (ultérieurement sir George Cathcart. tué à la bataille d'Inkerman, 1854)
- Hon. sir Alexander Gordon (British staff officer, A.D.C. (meurt des blessures reçues à Waterloo)[13].
- sir Colin Campbell, K.C.B., A.D.C.
- sir John Byng, 1er comte de Strafford, G.C.B. (commandait la 2e brigade des Gardes)
- Lt.-Gén. sir John Elley, K.C.B. (vice-adjudant-général de cavalerie. Blessé)
- sir George Scovell, K.C.B. (major commandait le Staff Corps de cavalerie)
- sir George Wood, Col. R.A.
- sir Henry Bradford
- sir Robert Hill, Kt (frère de lord Hill)
- sir Noel Hill, K.C.B. (frère de lord Hill)
- sir William Ponsonby, K.C.B. (frère de lord Ponsonby; commandait l' "Union Brigade" de cavalerie; tué à Waterloo)
- Lt.-Col. sir Andrew Francis Barnard (commandait 1er bataillon, 95e régiment à pied (Rifles), ultérieurement gouverneur du Chelsea Hospital)
- sir Denis Packe, major-général, G.C.B. (commandait la 9e brigade)
- sir James Kempt, major-général, G.C.B (commandait la 8e brigade)
- sir Pulteney Malcolm, RN
- sir Thomas Picton, lieutenant-général. (commandait la 5e division, tué à Waterloo)
- Maj-Gén. sir Edward Barnes, adjudant-général, (blessé à Waterloo)
- sir James Gambier
- Hon. général Dundas
- Lt-Gén. Cooke (commandait la 1re division)
- Maj.-Gén. Peregrine Maitland (ultérieurement sir Peregrine, G.C.B.; commandait la 1re brigade des Gardes)
- Maj.-Gén. Frederick Adam (Absent ; commandait la 3e brigade d’infanterie. ultérieurement sir Frederick Adam, K.C.B.)
- Col. Jakob von Washington
- Col. Alexander George Woodford (ultérieurement F.M. sir Alexander Woodford, G.C.B. gouverneur de l'hôpital royal de Chelsea
- Col. Charles Rowan, 52e régiment à pied (ultérieurement sir Charles Rowan, "Chief Commissioner" de Police)
- Col. Henry Wyndham, (ultérieurement général sir Henry Wyndham)
- Col. Cumming, 18e régiment de dragons légers
- Col. Bowater (ultérieurement Gén. sir Edward Bowater)
- Col. Torrens (ultérieurement Adjt.-Gén. aux Indes) Col. John Gleeson, du clan O’Gleeson de Tipperary, Irlande (Dublin 1763 - Waterloo 1815)

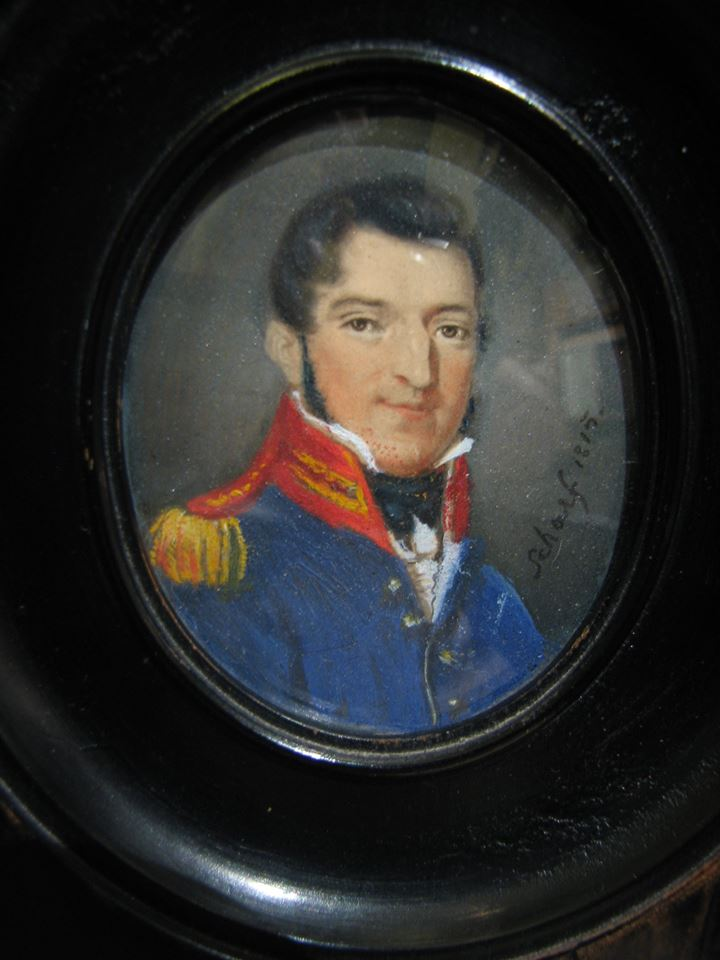
Col. John Gleeson, du clan O’Gleeson de Tipperary, Irlande (Dublin 1763 - Waterloo 1815)

- Col. John Gleeson, 29th Horse Artillery Regiment (mortellement blessé à Waterloo)
- Col. Fuller
- Col. Dick, 42e régiment à pied (tué à la bataille de Sobraon, 1846)
- Col. John Cameron de Fassiefern, 92e régiment à pied (tué au Quatre Bras)
- Col. Barclay, A.D.C. du duc d’York
- Col. Hill(?) (Col. Clement Hill, frère de lord Hill)
- major Gunthorpe, A.D.C. du Gén. Maitland
- major Churchill, A.D.C. de lord Hill and Q.M.G. (tué aux Indes)
- major Hamilton, A.D.C. du général sir E. Barnes
- major Harris, major de Brigade de sir Hussey Vivian (perdit un bras)
- major Hunter Blair (blessé)
- Capt. Mackworth, A.D.C. de lord Hill
- Capt. Keane, A.D.C. de sir Hussey Vivian
- Capt. FitzRoy
- Capt. Widman, 7e régiment de hussards de la Reine, A.D.C. de lord Uxbridge
- Capt. Fraser, 7e régiment de hussards (ultérieurement sir James Fraser, 3e Baron
- Capt. Verner, 7e régiment de hussards
- Capt. Elphinstone, 7e régiment de hussards (fait prisonnier le 17 juin)
- Capt. Webster
- Capt. Somerset, A.D.C. du général lord Edward Somerset
- Capt. Charles Yorke, A.D.C. du Gén. Adam (ultérieurement sir Charles Yorke, absent)
- Capt. Gore, A.D.C. de sir James Kempt
- Capt. Pakenham, R.A.
- Capt. Henry Dumaresq, A.D.C. du Gén. sir John Byng (blessé à la poitrine par un mousqueton, alors qu’il remettait une enseigne à Wellington. d. 1836)[14]
- Capt. Dawkins, A.D.C.
- Capt. Disbrowe, A.D.C. du Gén. sir G. Cook.
- Capt. Bowles, des Stream Guards (ultérieurement Gén. sir George Bowles, lieutenant de la Tour)
- Capt. Hesketh, Grenadier Guards
- Capt. Gurwood (ultérieurement Col. Gurwood)
- Capt. Allix, Grenadier Guards
- M. Russell, A.D.C.
- M. Brooke, 12e Royal Lanciers
- M. Huntley, 12e Garde Dragon
- M. Lionel Hervey (dans la Carrière)
- M. Leigh
- M. Shakespear, 18e Dragons légers
- Standish O'Grady, 1er vicomte Guillamore, 7e Hussard (ultérieurement lord Guillamore)
- M. Smith, 95e, brigadier-major de sir Denis Packe ; tué à Waterloo
- M. Fludyer, Scots Fusilier Guards
- M. Montagus (John et Henry Montagu, 6th Baron Rokeby, feu Lord Rokeby, G.C.B.)
- M. A. Greville
- M. Baird
- M. Robinson, 32e régiment à pied
- M. James
- M. Chad
- M. Dawkins
- Dr Hyde
- M. Hume
- Rev. monsieur Brixall (Rev. Samuel Briscall)

## Période contemporaine

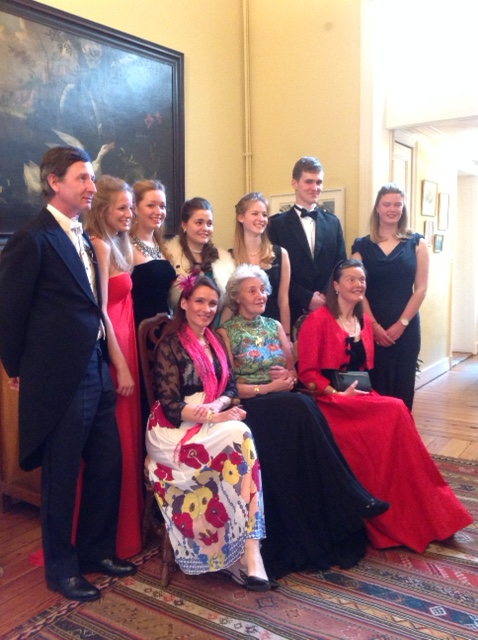
Participants au bal commémoratif de son bicentenaire du 16 juin 2015 à Bruxelles, les descendants des comte et comtesse d'Oultremont, de Lord Strathclyde, et du colonel John Gleeson.

Le 15 juin 1965, l'ambassadeur d'Angleterre, Sir Roderick Barclay, KCMG, KCVO, organisa à Bruxelles un bal pour célébrer le 150e anniversaire de la bataille de Waterloo et celui du bal de la Duchesse de Richmond. 540 invités principalement belges y participèrent, dont la princesse Paola. Depuis lors, ce bal n'avait été organisé qu'en 1995. Cette tradition a été réactivée depuis 2011, avec aussi une visée de récolte de fonds pour des institutions philanthropiques. À chaque bal commémoratif, une grande partie des participants sont les descendants des invités au bal de 1815.